# Келераш (повіт)
Келераш, Келераші (рум. Călăraşi) — жудець на південному сході Румунії, в історичній області Мунтенія. Адміністративний центр — місто Келераші.

## Господарство
Повіт Келераші є переважно аграрним краєм Румунії, його частка у валовій сільськогосподарській продукції країни становить 3 %.
Також у повіті діють підприємства:
- металургії — у Келераші побудовано металургійний комбінат на кшталт комбінату у Галаці.
- харчової промисловості;
- текстильної.

## Адміністративний поділ
Жудець поділено на 2 муніципії, 3 міста та 48 комун.

### Муніципії
- Келераші
- Олтеніца

### Міста
- Будешті
- Фундуля
- Лехліу-Ґаре